# Epsilon Scorpii
Epsilon Scorpii (ε Scorpii, förkortat Epsilon Sco, ε Sco), som är stjärnans Bayerbeteckning, är en stjärna belägen i mitten av stjärnbilden Skorpionen. Den har en skenbar magnitud på ungefär 2,3 vilket gör den till den femte ljusaste medlemmen i stjärnbilden och är tillräckligt ljusstark för att kunna ses med blotta ögat. Baserat på parallaxmätningar under Hipparcosuppdraget befinner den sig på ett avstånd av ca 63,7 ljusår (19,5 parsek) från solen.

## Nomenklatur
Patrick Moore presenterade namnet Wei för ε Scorpii, men det verkar vara en feltolkning. Wěi (尾), som betyder svansen, var ursprungligen namnet på en kinesisk asterism eller Xiù bestående av stjärnorna ε, μ 1 - 2, ζ 1 - 2, η, θ, ι, κ, υ och λ Scorpii.

## Egenskaper
ε Scorpii tillhör spektralklass K1 III, vilket tyder på att den har förbrukat vätet i dess kärna och utvecklats till en jättestjärna.
Interferometrimätning av vinkeldiametern hos ε Scorpii visar, efter korrigering för randfördunkling, 5,99 ± 0,06 mas, som vid dess uppskattade avstånd motsvarar en fysisk radie av nästan 13 gånger solens radie.
Den genererar för närvarande energi genom kärnfusion av helium i sin kärna, som, med tanke på stjärnans sammansättning, placerar den längs en evolutionär gren betecknad som den röda klumpen. Stjärnans yttre atmosfär har en effektiv temperatur på 4 560 K, vilken ger den orangefärgade färgen som karakteriserar en kall stjärna av typ K.
ε Scorpii klassificeras som en misstänkt variabel stjärna, även om en studie av Hipparcos fotometri visade en variation av högst 0,01-0,02 magnitud. Den är en källa för röntgenstrålning med en intensitet på (1,5-1,6)×1020 W.